# Фа Нгум
Фа Нгум (лаос. ພະຍາຟ້າງຸ່ມ; 1316, Луангпхабанг — 1393, Нан) — основатель первого объединённого лаосского государства Лансанг, король Лансанга в 1353—1371 годах.

## Биография
В первой половине XIV века на территории современного Лаоса существовало множество княжеств-мыонгов, номинально подчинявшихся либо Кхмерскому государству, либо государству Сукхотаи. Правитель Мыанг Суа — самого крупного из северолаосских мыонгов — изгнал своего сына Тао Пи Фа, и тот нашёл пристанище при дворе кхмерского короля. Сын Тао Пи Фа — Фа Нгум — вырос при кхмерском дворе в Ангкоре и женился на дочери кхмерского короля. В 1349 году Фа Нгум с кхмерским войском из 10 тысяч воинов выступил походом в Лаос (кхмерский король рассчитывал таким образом получить союзника против набиравшего силу тайского государства Аютия).
Фа Нгум сначала завоевал южнолаосские княжества, затем двинулся в Восточный Лаос и вторгся в пределы Вьетнама. После того, как вьеты заключили с ним договор о дружбе и границе, он со своей армией вошёл в северный Лаос и отвоевал свои родовые владения (Мыанг Суа). В 1353 году Фа Нгум был провозглашён королём нового государства Лансанг со столицей в Луангпхабанге (в качестве столицы город носил название Сян Донг Сян Тонг).
В 1354 году, оставив за правителя свою жену, Фа Нгум перешёл Меконг и вторгся в пределы княжества Ланна, также населённого представителями народа лао. Правитель Ланна лично прибыл к Фа Нгуму и, ссылаясь на происхождение от общего предка, предложил мир. Захваченные Фа Нгумом земли остались за Лансангом.
В 1356 году Фа Нгум выступил на завоевание последнего независимого лаосского княжества — Вьентьяна. Разгромив в вьентьянскую армию и убив в поединке правителя страны, Фа Нгум без боя вступил в столицу княжества. Сын правителя отступил в хорошо укреплённую крепость, но в конце концов пала и она.
В 1357 году Фа Нгум вторгся в Аютию. Воевавший в это время с кхмерами Раматхибоди I предпочёл не воевать с мощным противником, а заключил с ним мир, подкрепив договор богатыми дарами и пообещав выдать за Фа Нгума свою дочь.
Став королём, Фа Нгум распространил в Лансанге традицию Тхеравады. От своего кхмерского тестя Джаяварман Парамешвара он получил в дар скульптуру Будды Пра Банг, и построил в Луангпхабанге ват в 1356 году.
В 1359 Фа Нгум собрал первый лаосский Буддийский собор с целью исправления канона Трипитака.

### Конец правления

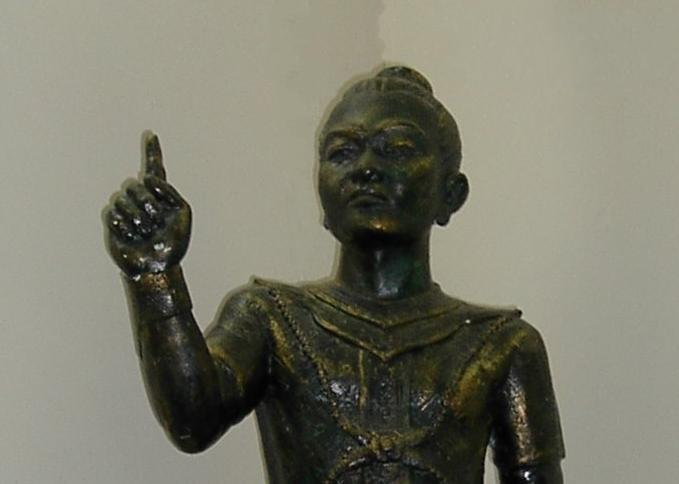

В 1371 году Фа Нгум отрёкся от престола. Следующим королём стал его сын Самсентаи. Дата смерти Фа Нгума неясна: это 1373 или 1393 год.